# ISO 13485
La Norma ISO 13485 es la norma referida al sistema de gestión de la calidad aplicable para dispositivos médicos. La edición actual es la ISO 13485:2016 .
México publicó el 11 de octubre de 2012 una norma nacional como Norma Oficial Mexicana (NOM) para controlar la fabricación de dispositivos médicos dentro del país. NOM-241-SSA1-2012, Buenas Prácticas de Fabricación para Establecimientos dedicados a la Fabricación de Dispositivos Médicos. El alcance de esta NORMA es obligatorio en el territorio nacional, para todos los establecimientos dedicados a la fabricación de dispositivos médicos comercializados en el país. Cofepris es el organismo asignado a su control, verificación y otorgamiento de los registros de cumplimiento a las empresas que implementan este Estándar de Buenas Prácticas de Manufactura. Este estándar está parcialmente en línea con ISO 13485: 2003 e ISO 9001: 2008.
En 2017, la Farmacopea de los Estados Unidos Mexicanos, el sector industrial médico y cofepris trabajaron juntos para actualizar la NORMA NOM-241, prestando especial atención a la gestión de riesgos durante la fabricación y regulando por líneas de fabricación algunos de los Procesos de fabricación de dispositivos médicos más importantes. La NOM-241-SSA1-2021 vigente se publicó el 20 de diciembre de 2021 y 18 meses después de su publicación el 20 de junio de 2023 entró en vigor y es obligatoria para la industria.
En España, los dispositivos médicos se conocen según la ISO-13485 como "productos sanitarios" como la traducción en castellano de la NORMA ISO-13485 escrita en inglés; sin embargo, en México se conocen como "dispositivos médicos" y corresponden a los utilizados en la práctica médica y que cumplen con la definición establecida por NOM-241 que los define como "Dispositivo médico, a la sustancia, mezcla de sustancias, material, aparato o instrumento (incluyendo el programa de informática necesario para su apropiado uso o aplicación), empleado solo o en combinación en el diagnóstico, monitoreo o prevención de enfermedades en humanos o auxiliares en el tratamiento de las mismas y de la discapacidad, así como los empleados en el reemplazo, corrección, restauración o modificación de la anatomía o procesos fisiológicos humanos. Los dispositivos médicos incluyen a los productos de las siguientes categorías: equipo médico, prótesis, órtesis, ayudas funcionales, agentes de diagnóstico, insumos de uso odontológico, materiales quirúrgicos, de curación y productos higiénicos". 
La ISO-13485 adoptada por el CEN como EN ISO 13485:2012/AC:2012 está armonizada con respecto a las directivas de producto sanitario europeas 93/42/EEC, 90/385/EEC y 98/79/EC.
Esta norma internacional especifica los requisitos para un sistema de gestión de la calidad que puede ser utilizado por una organización para el diseño y desarrollo, producción, instalación y servicio de productos sanitarios, y el diseño, desarrollo, y prestación de servicios relacionados.
Así pues pueden certificarse organizaciones tales como:
- Fabricantes de productos sanitarios
- Distribuidores de productos sanitarios
- Servicios de asistencia técnica productos sanitarios
- Servicios de Electromedicina - Ingeniería Clínica del Hospital
- Centrales de Esterilización del Hospital

Puede también ser utilizada por partes internas y externas, incluyendo organismos de certificación, para evaluar la capacidad de la organización para cumplir los requisitos reglamentarios y del cliente.

## Descripción
La ISO 13485 especifica los requisitos de un sistema de gestión de la calidad cuando una organización precisa demostrar su capacidad de proporcionar productos sanitarios y servicios relacionados que cumplen de forma coherente requisitos del cliente y requisitos reglamentarios aplicables a los productos sanitarios y a los servicios relacionados. No obstante, los productos sanitarios o servicios relacionados serán emitidos de manera grupal (familia de productos) y no de manera individual.
El objetivo principal de la ISO 13485 es facilitar los requisitos reglamentarios armonizados de productos sanitarios para los sistemas de gestión de la calidad. En consecuencia, incluye algunos requisitos particulares para productos sanitarios y excluye alguno de los requisitos de la Norma ISO 9001 que no son apropiados como requisitos reglamentarios. Debido a estas exclusiones, las organizaciones cuyos sistemas de gestión de la calidad cumplen esta norma internacional no pueden declarar la conformidad con la Norma ISO 9001 a menos que sus sistemas de gestión de la calidad cumplan todos los requisitos de la Norma ISO 9001.
Todos los requisitos de la ISO 13485 son específicos para las organizaciones que suministran productos sanitarios, sea cual fuere el tipo o tamaño de la organización.
ÍNDICE DE LA NORMA
- BIBLIOGRAFÍA

## Anexos Z
Los llamados Anexos ZA y ZB resumen en forma de tabla (y relacionan) los requisitos de la Regulación de producto sanitario MDR 2017/745 (producto sanitario) e IVDR 2017/746 (producto sanitario in-vitro IVD).

## Exclusión de diseño
Si los requisitos reglamentarios (ANEXO V directiva 93/42/EEC) permiten exclusiones de los controles de diseño y desarrollo (7.3), esto puede utilizarse como justificación para su exclusión del sistema de gestión de la calidad.

## No aplicabilidad (Tailoring)
Si algún requisito(s) del capítulo 7 de esta norma internacional no es aplicable debido a la naturaleza del (de los) producto(s) sanitario(s) al (a los) que es aplicable el sistema de gestión de la calidad, la organización no precisa incluir tal(es) requisito(s) en su sistema de gestión de la calidad.

## Subcontratación
Los procesos que requiere esta norma internacional, que son aplicables al (a los) producto(s) sanitario(s), pero que no son realizados por la organización, son responsabilidad de la organización y se les tiene en cuenta en el sistema de gestión de la calidad.